# Grace Adler
Grace Elizabeth Adler-Markus (26 april 1967) is een personage en een van de hoofdrolspelers in de populaire Amerikaanse sitcom Will & Grace, vertolkt door de actrice Debra Messing.
Grace is een Joods-Amerikaanse binnenhuisarchitecte en woonde gedurende de serie samen met haar beste vriend, de homoseksuele Will Truman (Eric McCormack), in een ruim appartement in Manhattan.

Ze is geboren en opgegroeid in Schenectady, en afgestudeerd aan de Columbia-universiteit in New York. Ze heeft een relatie met dr. Leo Marcus, met wie ze getrouwd is geweest. Na overspel van Leo zijn ze gescheiden, maar later weer bij elkaar gekomen. Het is onduidelijk of ze zijn hertrouwd. Ook heeft ze een dochter, Lila, en een schoonzoon genaamd Ben.

## Personage
Grace Adler is een mooie, een ietwat verwende en dromende binnenhuisarchitecte met een eigen bedrijf. Ze woont samen met haar beste vriend Will op Manhattan.

Haar assistente is Karen Walker (Megan Mullally), een rijke en verslaafde diva met connecties met de rijkelui in New York. Karen voert op kantoor weinig uit, maar in ruil daarvoor regelt ze werk bij haar connecties voor Grace. Verder int ze haar salaris nooit en betaalt ze de ziektekostenverzekering van Grace. Een minder goede vriend van Grace is Jack McFarland (Sean Hayes), een uitbundige homoseksueel die ze kent via Will.

Grace heeft typische luie, verwende en vraatzuchtige trekjes waar velen zich mee kunnen identificeren en laat zich vaak leiden door haar gevoel. Ze kan zeer ijdel zijn als dat nodig is, maar meestal is ze erg slonzig en vies. Grace is impulsief en reageert vaak intens op dingen die haar overkomen.

## Liefdesleven
Grace is altijd hopeloos op zoek naar de ware. Op de universiteit dacht ze die gevonden te hebben in Will; tot bleek dat hij homoseksueel was. Na vijftien jaar, in 1998, verloofde ze zich met Danny, maar ze verbrak die relatie later op advies van Will. In de jaren daarna heeft ze veel losse, maar ook enkele vaste relatie gehad, zoals met haar onderbuurman Nathan en later met de Joodse arts Leo Marcus.
In 2002 trouwde ze met Leo, die vaak op reis was voor Artsen Zonder Grenzen. Op een van die reizen gaat hij vreemd, wat ervoor zorgt dat hun relatie ten einde komt. Als Grace hem anderhalf jaar later weer tegenkomt in het vliegtuig naar Londen hebben de twee een onenightstand, waardoor Grace zwanger raakt.
Ze besluit Leo, die inmiddels trouwplannen heeft met een andere vrouw, niets te vertellen, en haar kind met Will op te voeden. Als Leo dan toch terugkomt om zijn liefde aan haar te verklaren komen de twee weer bij elkaar. Door dit "verraad" verbrak Will hun vriendschap, en hoewel ze het later weer goedmaken, verwaterd het contact steeds weer.
Will keert terug bij de Italiaanse rechercheur Vince en adopteert met hem een jongetje dat ze Ben noemen. Als Ben volwassen is en naar de universiteit gaat komt hij de dochter van Grace en Leo, Lila, tegen. De twee worden verliefd en trouwen uiteindelijk.

## Trivia
- Grace staat in de sitcom bekend om haar grote voeten en kleine borsten.
- Haar kleding en haar worden geregeld beledigd door haar assistente Karen Walker.
- Haar Joodse naam is Rachel.
- In eerdere afleveringen werd gezegd dat Grace haar eerste dochter Lilly wilde noemen (omdat de lelie haar favoriete bloem is en het de naam van haar grootmoeder was), maar uiteindelijk is dat Layla geworden.
- Grace staat erom bekend dat ze altijd op homo's valt, hoewel het haar in werkelijkheid slechts een paar keer is overkomen.
- Ze is een afschuwelijke zangeres, kok en huishoudster.
- Ze houdt van eten (vooral als het gratis is) en heeft een verbazingwekkend reukvermogen.
- Ze heeft één oudere zus, Janet (Geena Davis) en één jongere zus, Joyce (Sara Rue). Janet staat erom bekend een losbol zonder toekomstplannen te zijn en Joyce heeft een geestelijke achterstand en eetverslaving. Grace ziet zichzelf als de perfecte middelste zus.
- Ze kocht het appartement tegenover dat van Will in 1999. Later gaat ze weer bij Will wonen en Jack trekt in in haar appartement.
- Ze heeft Leo voor het eerst ontmoet in Central Park; een Joodse arts op een wit paard, zoals in haar fantasie.